# Wasselonne
Wasselonne (tiếng Đức: Wasselnheim) là một xã thuộc tỉnh Bas-Rhin trong vùng Grand Est đông bắc Pháp.